# ジョン・ローラー
ジョン・ローラー（John Lawler）は米国ミシガン大学の言語学者。チョムスキーボットの製作で著名。また"Using Computers in Linguistics: A Practical Guide," の編者、Monosyllable Databaseの作者。